# Jussara
Jussara est une municipalité brésilienne de l'État de Bahia et la Microrégion d'Irecê.